# Боголепов, Александр Александрович (богослов)
Алекса́ндр Алекса́ндрович Боголе́пов (16 (28) января 1886 — 31 августа 1980) — богослов-канонист, церковный писатель.

## Биография
Родился в семье священника села Срезнево Рязанской губернии. Окончил Рязанскую духовную семинарию (1906), а затем юридический (1910) и историко-филологический (1911) факультеты Санкт-Петербургского университета. Был оставлен при университете; был приват-доцентом (1915). Состоял в должности помощника юрисконсульта Министерства финансов и затем обер-секретаря в Первом департаменте Правительствующего Синода (1915—1917).
После революции был доцентом (1918), профессором и последним свободно избранным проректором по науке (1921) Петроградского университета. Читал также лекции на курсах П. Ф. Лесгафта, на Бестужевских высших женских курсах и на экономическом отделении Политехнического института (1915—1922).
В августе 1922 года был арестован и в ноябре 1922 года выслан из Советской России в составе большой группы видных деятелей науки и искусства.
За границей был профессором, учёным секретарём и членом правления Русского научного института в Берлине (1923—1934), членом редакции журнала «Вестник самообразования», профессором административного права Русского юридического факультета в Праге (1924—1928), преподавателем русского языка в Берлинском университете (1941—1945). В марте 1945 года вместе с женой и дочерью выехал из Берлина в Западную Германию, а в 1951 году переехал в США. В том же году был назначен профессором канонического права и преподавателем русского и церковнославянского языков в Свято-Владимирской Духовной семинарии в Нью-Йорке.
В 1963 году Православный богословский институт преподобного Сергия в Париже присудил А. А. Боголепову учёную степень доктора богословия. В 1966—1970 годах он был председателем Русской академической группы в США.
В 1970 году Боголепову присвоено звание заслуженного профессора канонического права.
Скончался 31 августа 1980 года в Нью-Йорке. Похоронен на кладбище Успенского женского Новодивеевский монастырь в Нанует, Нью-Йорк.

## Сочинения
Печататься начал в 1912 году. Его статьи опубликованы во многих журналах. Отдельными изданиями напечатаны: 
- Православные песнопения Рождества, Страстной и Пасхи. — Таллин, 1934;
- Церковь под властью коммунизма. — Мюнхен, 1958;
- Рождество, Страстная и Пасха в православном богослужении. — Нью-Йорк, 1973.
- Toward an American Orthodox Church. — N. Y., 1963;